# 角被假楼梯草
角被假楼梯草（学名：Lecanthus petelotii var. corniculata）为荨麻科假楼梯草属下的一个变种。

## 扩展阅读
- 維基物種上的相關：角被假楼梯草